# Saint-Georges (Parigi)
Saint-Georges è il 33º quartiere amministrativo di Parigi, situato nella parte nord-occidentale del IX arrondissement.

## Storia
Questo quartiere è denominato in tal modo a seguito della Rue e della Place Saint-George, denominate, a loro volta, in onore di San Giorgio di Lidda.

## Trasporti
Il quartiere di Saint-Georges è delimitato a nord dal Boulevard de Clychy, a est dalla Rue des Martyrs, a sud dalla Rue de Saint-Lazare e a ovest dalla Rue d'Amsterdam.
Presso l'attiguo quartiere dell'Europe, al confine con Saint-Georges si trova la stazione di Saint-Lazare, capolinea di importanti linee ferroviarie che collegano Parigi con Le Havre, Cherbourg, Trouville-Deauville, Dieppe. Da qui partono anche le linee J e L del servizio Transilien.
Il quartiere è servito dalle seguenti stazioni della rete metropolitana:
| Stazione                   | Linea | Immagine | Apertura            | Note                                                                                              |
| -------------------------- | ----- | -------- | ------------------- | ------------------------------------------------------------------------------------------------- |
| Blanche                    |       |          | 1902                | Lungo il confine settentrionale del quartiere, in Place Blanche                                   |
| Liège                      |       |          | 1911                | Lungo il confine occidentale del quartiere, lungo Rue d'Amsterdam                                 |
| Pigalle                    |       |          | 1902-1911           | Lungo il confine settentrionale del quartiere, nella zona di Pigalle                              |
| Place de Clichy            |       |          | 1902-1911           | In Place de Clichy                                                                                |
| Saint-Georges              |       |          | 1911                | Lungo Rue Saint-Georges                                                                           |
| Saint-Lazare               |       |          | 1904-1910-1911-2003 | All'estremità sud-occidentale del quartiere, interconnessione con la stazione ferroviaria omonima |
| Trinité-d'Estienne d'Orves |       |          | 1910                | All'estremità sud-occidentale del quartiere, presso la Chiesa de La Trinité                       |

Nei pressi di Saint-Georges, all'interno dell'attiguo quartiere della Chaussée-d'Antin si trova, inoltre, la fermata di Notre-Dame-de-Lorette.
Le linee di autobus 26, 30, 32, 43, 54, 66, 67, 68, 74, 80, 81, 84 e 95 servono il quartiere di giorno, mentre le Noctilien N01 e N02 servono il quartiere di Saint-Georges di notte.